# Charges d'exploitation (BTP)
Dans le bâtiment, les charges d'exploitation ou surcharges sont les charges mécaniques statiques ou dynamiques générées par le climat et les activités humaines liées à l'occupation d'un bâtiment, s'ajoutant aux charges permanentes. Elles couvrent la pression du vent, le poids de la neige et le poids des personnes, du mobilier, les impulsions données des machines, etc,,..
Les charges d'exploitation varient selon l'affectation des locaux, elles ne tiennent pas compte des équipements lourds particuliers. Ainsi les charges d'exploitation à supporter, pour un plancher de logement sont de 150 kg/m², pour un plancher de bureaux c'est 250 kg/m2 .